# Problém stochastického výběru
Problém stochastického výběru („stochastic choice problem“) je problém matematiky, matematické psychologie a přeneseně i  kooperativní teorie her. Spočívá v následující otázce:
Agent má před sebou volbu z n možností. Získáme o něm informaci v podobě matice {\displaystyle p_{ij}} pravděpodobností, že před volbou i upřednostní volbu j. Úkolem je najít podmínky, za kterých je matice pravděpodobností konzistentní - v tom smyslu, že existuje pravděpodobnostní rozdělení {\displaystyle Q_{\pi }} na všech permutacích možných voleb splňující
{\displaystyle E_{Q}(i<j)=p_{ij},}
tzn. že v náhodně vybrané posloupnosti vzhledem k danému rozdělení {\displaystyle Q_{\pi }} je pravděpodobnost preference i před j rovna přesně {\displaystyle p_{ij}}.